# 格伦达·法雷尔
格伦达·法雷尔（英語：Glenda Farrell，1904年6月30日—1971年5月1日），女，美国演员。曾获得黄金时段艾美奖戏剧类电视系列剧最佳女配角。